# Buchanan (Nueva York)
Buchanan es una villa ubicada en el condado de Westchester en el estado estadounidense de Nueva York. En el año 2000 tenía una población de 2189 habitantes y una densidad poblacional de 609 personas por km².

## Geografía
Buchanan se encuentra ubicado en las coordenadas 41°15′39″N 73°56′30″O / 41.26083, -73.94167. Según la Oficina del Censo, la ciudad tiene un área total de 4,4 km² (1,7 mi²), de la cual 3,6 km² (1,4 mi²) es tierra y 0,8 km² (0,3 mi²) (17.86%) es agua.

## Demografía
Según la Oficina del Censo en 2000 los ingresos medios por hogar en la localidad eran de $62,604, y los ingresos medios por familia eran $73,674. Los hombres tenían unos ingresos medios de $50,964 frente a los $33,667 para las mujeres. La renta per cápita para la localidad era de $29,975. Alrededor del 3.9% de la población estaban por debajo del umbral de pobreza.